# Deadwood (telessérie)
Deadwood é uma série de televisão americana, um drama western criado, produzido e escrito quase em sua totalidade por David Milch. A série foi ao ar pelo canal de televisão a cabo HBO de 21 de março de 2004 a 27 de agosto de 2006, totalizando três temporadas de doze episódios. O programa se passa na década de 1870, em Deadwood, Dakota do Sul, antes de a região ser anexada pelo Território de Dakota. A série documenta o crescimento de Deadwood, desde um acampamento inicial a uma cidade, incorporando assuntos que vão da formação das comunidades até o capitalismo ocidental. O programa conta com um grande elenco, no qual se destacam diversas personagens históricas, como Seth Bullock, Al Swearengen, Wild Bill Hickok, Sol Star, Calamity Jane, Wyatt Earp, E. B. Farnum, Charlie Utter e George Hearst. Os diálogos e as tramas que envolvem estes personagens contêm verdades históricas misturadas a uma grande quantidade de elementos de ficção. Alguns dos personagens são completemente fictícios, embora tenham sido baseados em pessoas reais. Deadwood foi amplamente aclamada pela crítica, especialmente pelo texto de Milch e a performance do co-protagonista Ian McShane.
A série conquistou oito Prêmios Emmy (de um total de 28 indicações) e um Globo de Ouro.
No canal FX Portugal a série estreou em Outubro de 2007.